# 春花園BONSAI美術館
春花園BONSAI美術館（しゅんかえんぼんさいびじゅつかん）は、東京都江戸川区にある盆栽に関する美術館。春花園盆栽美術館とも表記される。現在入館料は2000円。

## 概要
内閣総理大臣賞を4度受賞、東久邇宮記念賞を受賞した小林國雄が10億円の私財を投じ2002年に国内初の盆栽美術館を開業した。1000鉢の盆栽が並び、世界各国から年間1万人が訪れる。池のある庭園と日本家屋で構成されている。英語、中国語にも対応した体験教室を開設しており、講習用の盆栽も用意されている。

## 休館日・料金
- 休館日：月曜日(祝祭日の場合は開館）
- 一般：800円（お茶付き）
- 学生：600円

## アクセス
- JR東日本総武線小岩駅南口から京成バス76番より乗車15分京葉口下車徒歩3分
- 都営新宿線瑞江駅から京成バス76番乗車約15分京葉口下車徒歩3分